# Norman Manea
Norman Manea (n. 19 iulie 1936, Burdujeni, Suceava, România) este un scriitor și om de cultură evreu originar din România, care trăiește din 1988 în Statele Unite ale Americii.

## Viața și cariera

### În România
Norman Manea s-a născut în 1936, la Burdujeni, care era pe atunci un sat aparte în județul Suceava, iar ulterior a devenit unul din cartierele orașului Suceava. Părinții lui erau oameni simpli, tatăl – contabil la o mică întreprindere, iar mama – casnică. Bunicul din partea mamei avea o librărie, iar cel din partea tatălui – o brutărie.
În 1941, după intrarea României în războiul împotriva Uniunii Sovietice, evreii din Bucovina au fost deportați în Transnistria, printre ei copilul Norman de cinci ani și familia lui, care locuia atunci în satul Ițcani, precum și rudele lor din Bucovina. Maria, pe care bunicul lui Norman Manea din partea tatălui a luat-o în grijă când era o copilă de țăran orfană, apoi doica lui Norman, a vrut să meargă cu deportații, dar nu a fost lăsată de soldații care îi păzeau. Mai târziu, riscându-și viața, Maria a reușit o dată să ajungă la ei în Transnistria cu alimente și haine.
Bunicii și alte rude mai îndepărtate ale lui Norman Manea au pierit în deportare, dar el și familia restrânsă au scăpat, fiind eliberați în 1944. Au trăit un an în Basarabia. Norman a început să meargă la o școală cu limba de predare rusă, iar tatăl lui a lucrat la o bancă.
În 1945 s-au întors în România, la Fălticeni, unde au locuit la rude. În 1947 au ajuns înapoi la Suceava, unde Maria se căsătorise între timp, soțul ei fiind primul secretar al comitetului județean al partidului comunist. A ajutat familia Manea și din această poziție.
Tatăl lui Norman Manea a intrat în Partidul Comunist, deoarece în primii ani de după război, pentru unii evrei, retorica comunistă a fost atrăgătoare, fiindcă promitea că discriminările și persecuțiile pe bază etnică, grozăviile din timpul războiului nu se vor mai repeta, iar legile adoptate atunci interziceau excesele naționaliste. A făcut o carieră modestă, devenind directorul unei întreprinderi comerciale locale, dar curând a pierdut această funcție în urma unui denunț anonim, fără să fie cercetată realitatea acuzațiilor, și a devenit din nou simplu contabil. Norman era elev bun, pionier, apoi, ca licean, membru din convingere al Uniunii Tineretului Muncitor (U.T.M.). Însă la vârsta de 16 ani, diferența dintre realitate și utopia comunistă, precum și teroarea care domnea l-au dezamăgit de comunism. La aceasta a contribuit și demnitatea cu care un coleg de clasă a reacționat, în 1952, la excluderea din U.T.M., cu contribuția lui Manea. Ulterior, în 1959, cei doi tineri au devenit prieteni. Ca adult nu a fost comunist, dar nici disident.
În 1954 a intrat la Institutul de Construcții București fără să aibă vocație pentru inginerie.
În 1958, tatăl său a fost arestat și condamnat la cinci ani de muncă silnică pe baza unor acuzații false de drept comun, iar mama lui a fost nevoită să lucreze ca muncitoare la o fabrică de conserve. Totuși, s-a reușit rejudecarea cazului și reducerea pedepsei la zece luni. Deoarece le executase deja, Manea tatăl a fost eliberat, dar nu a scăpat nici după aceea de hărțuieli din partea autorităților.
În 1959, Norman Manea a obținut diploma de inginer hidrotehnician, apoi a lucrat la diverse întreprinderi de construcții la Suceava, la Ploiești, în final la București. Între timp a început să scrie. În 1966 i-a apărut prima proză scurtă, Fierul de călcat dragostea, în revista Ramuri, iar în 1969 primul volum de povestiri, Noaptea pe latura lungă. S-a căsătorit în același an cu Josette-Cella Boiangiu, care este soția lui și în 2021.
Critica literară descoperea o voce și un stil cu totul noi în povestirile și nuvelele lui din primii ani și de mai târziu.
În 1970 i-a apărut primul roman, Captivi. A devenit membru al Uniunii Scriitorilor, și în 1974 și-a abandonat ocupația de inginer.
În urma apariției, în 1981, a volumului de povestiri Octombrie, ora opt și a unui interviu în revista Familia din Oradea, Manea a început să fie atacat în revistele cu cea mai accentuată orientare comunistă naționalistă, Flacăra, Săptămîna și Luceafărul.
A început să fie urmărit de Securitate. I-au fost instalate microfoane în locuință și un informator scria sistematic note despre el. Întâmplarea făcea ca acesta să fie unul din cei mai buni prieteni ai săi, care îi relata tot atât de sistematic despre notele sale, în care nu-i dăuna. Aceasta a durat până când acest prieten a părăsit țara.
Un grup de scriitori emigrați în Germania de Vest în 1983 au apreciat mult volumul Octombrie, ora opt și au atras atenția scriitorului Heinrich Böll asupra sa. În 1985 a apărut prima scriere a lui Manea în Occident, traducerea scrierii Pulovărul, în revista vest-germană Akzente. În 1986, Serviciul German de Schimburi Academice (DAAD) i-a acordat o bursă cu ședere de un an în Berlinul Occidental. În același an, în România i-a apărut, după multe probleme cu cenzura, romanul Plicul negru. Această operă satirică și alegorică a fost calificată de scriitoarea Gabriela Adameșteanu ca cel mai dur roman politic din ultimul deceniu al regimului comunist.
Juriul Uniunii Scriitorilor, care în mod obișnuit acorda premii anual, nu mai făcuse aceasta de doi ani, dar în 1986 s-a întrunit și a premiat volumul de eseuri Pe contur al lui Manea. Ca niciodată până atunci, organul de partid și de stat numit Consiliul Culturii și Educației Socialiste i l-a retras.

### În emigrație
În 1987, Norman Manea și soția lui au plecat în Berlinul Occidental și au trăit acolo timp de un an cu bursa primită. La recomandarea lui Heinrich Böll, editura Steidl din Göttingen a publicat în traducere o parte din volumul Octombrie, ora opt sub titlul Roboterbiographie und andere Erzählungen (Biografia robotului și alte povestiri), care a avut o primire bună, cartea fiind reeditată în anul următor.
Din cauza atmosferei care domnea în țară, cuplul nu s-a mai întors în România. Gândul emigrației îl preocupase pe scriitor și mai înainte. Ca evreu putea s-o facă legal demult. Chiar și părinții îl îndemnau să plece cu toții, dar el nu s-a putut hotărî s-o facă, crezând că nu și-ar fi putut găsi locul ca scriitor în limba română. Și în 2021 scrie în română și se consideră scriitor român. De aceea își trăiește emigrația ca exil, acesta devenind una din temele operelor sale.
În același timp, Norman Manea s-a exprimat împotriva atitudinilor patriotarde. Într-un interviu a fost întrebat dacă este mândru în a fi român, în contextul în care la alegerile europarlamentare din 2014 un partid politic a folosit un slogan patriotic:
„Depinde cât de țanțoș ești. Adică, dacă vrei neapărat să-ți bombezi pieptul și să spui „da, eu sunt mândru că sunt român” e pueril. De ce ai fi tu mai mândru decât finlandezul? Nu ai ales să te naști român, cel mai bine ar fi să faci să fie cât mai bine în România. Dar că tu ești mândru sau nu ești mândru te privește [...] Este o chestie comună, foarte frecventă. Oamenii simpli au religia, au această conștiință de a fi parte a unui popor, a unui anumit loc. E greu să le explici că e cam copilăresc și idiot.”
În 1988, scriitorul a primit o bursă în cadrul programului Fulbright și a plecat la Washington. La New York l-a cunoscut pe scriitorul Philip Roth. Au fost prieteni până la moartea acestuia în 2018. Tot în 1988 a murit mama lui Manea, la înmormântarea căreia nu a putut merge, iar tatăl lui de 80 de ani a emigrat în Israel.
Între 1989 și 1992 a fost bursierul Bard College din New York. A participat la congrese de scriitori, a ținut conferințe, i-au apărut traducerile mai multor scrieri.
În 1991, The New Republic din Washington i-a publicat eseul Happy Guilt (Vină fericită) despre scrierile autobiografice ale lui Mircea Eliade, care aborda și faptul că istoricul religiilor nu a amintit niciodată de comunitatea ideologică pe care o avusese în anii 1930 cu Garda de Fier. Traducerea acestui eseu a fost publicată fără acordul autorului de către Revista 22. La unii intelectuali români, eseul a provocat o indignare care a ținut relativ multă vreme. De exemplu, în ochii istoricului și criticului literar Alex Ștefănescu, „Norman Manea (de altfel un scriitor lipsit de talent, judecînd după cărțile filozofarde și prolixe publicate în România) are o atitudine de megaloman agresiv, acuzând de peste ocean întreaga noastră societate”.
În 1994, Manea a primit o catedră de profesor și statutul de scriitor rezident la Bard College, unde activează și în 2021.
Scriitorul a revenit prima oară în România abia în 1997, cu oarecare teamă din cauza atacurilor la care fusese supus. Atunci au început să-i fie publicate în țară primele opere scrise în Occident.
În 1998, Manea a scris în The New Republic un eseu cu titlul The Incompatibilities (Incompatibilitățile) despre Jurnalul lui Mihail Sebastian din anii 1930-1940, publicat în 1996. Pentru aceasta a fost din nou atacat. De exemplu istoricul și criticul literar Nicolae Manolescu a afirmat într-un editorial din România literară că Manea susține „monopolul evreiesc al suferinței”, acuzație pe care scriitorul a respins-o imediat în Revista 22, nr. 23, 1998.
În 2003 a apărut concomitent în România și în S.U.A. Întoarcerea huliganului / The Hooligans return, care a contribuit în mod semnificativ la cunoașterea și aprecierea pozitivă a scriitorului. Este scrierea sa cea mai complexă de până atunci. Pe de o parte în părți cu caracter de memorii directe, pe de altă parte în fragmente cu caracter de roman, exprimă cele trei teme principale tratate în întreaga sa operă: Holocaustul, existența sa umană și de scriitor în România comunistă și exilul. În anii următori, cartea a fost tradusă în mai multe limbi. În Franța a primit Premiul Médicis pentru literatură străină (2006).
În 2008, editura Polirom a început publicarea seriei de opere ale lui Norman Manea, începând cu ediția a III-a a Întoarcerii huliganului. În același an a venit din nou în România, de data aceasta fiind primit cu unele onoruri, precum titlul de Doctor honoris causa al Universității din București și cel al Universității „Babeș-Bolyai” din Cluj-Napoca. Mai târziu (2012), Uniunea Scriitorilor i-a acordat Premiul Național pe 2011, iar în 2014 l-a propus, împreună cu alți trei scriitori, pentru Premiul Nobel.
În 2009 a apărut următoarea carte a lui Manea, Vizuina. Este romanul exilului. Titlul este o referire la refugiul reprezentat de citit, de literatură, pe care îl poate găsi naufragiatul în necunoscut. Totodată, cartea are și caracter de thriller intelectual.

## Opere
- 1969 – Noaptea pe latura lungă (povestiri), București, Editura pentru Literatură[39]
- 1970 – Captivi (roman), București, Cartea Românească
- 1974 – Atrium (roman), Cartea Românească
  - 2008 – ediția a II-a, Iași – București, Polirom
- 1975 – Primele porți (povestiri), București, Albatros
- 1976 – Cartea fiului (roman), București, Eminescu
- 1977 – Zilele și jocul, Cartea Românească
- 1979 – Anii de ucenicie ai lui August Prostul (roman documentar), Cartea Românească
  - 2005 – ediția a II-a, revăzută, Polirom
- 1981 – Octombrie, ora opt (povestiri), Cluj-Napoca, Dacia
  - 1997 – ediția a II-a revăzută, Cluj-Napoca, Apostrof
- 1984 – Pe contur (eseuri), Cartea Românească
- 1986 – Plicul negru (roman), Cartea Românească
  - 1996 – ediția a II-a revăzută, București, Editura Fundației Culturale Române
  - 2003 – ediția a III-a, Cartea Românească
  - 2006 – ediția a IV-a, Polirom
  - 2010 – ediția a V-a, Polirom
- 1997 – Despre clovni: dictatorul și artistul, Apostrof
  - 2005 – ediția a II-a, Polirom
- 1999 – Fericirea obligatorie (nuvele), Apostrof
  - 2005 – ediția a II-a, Polirom
  - 2011 – ediția a III-a, Polirom
- 1999 – Casa melcului (interviuri), București, Hasefer
- 2003 – Întoarcerea huliganului (roman autobiografic), Polirom
  - 2006 – ediția a II-a, Polirom
  - 2008 – ediția a III-a, Polirom
  - 2011 – ediția a IV-a, Polirom
- 2004 – Plicuri și portrete (eseuri), Polirom
- 2006 – Textul nomad (interviuri), Hasefer
- 2008 – Vorbind pietrei (poem, cu traducerea în zece limbi), Polirom
- 2008 – Înaintea despărțirii. Convorbire cu Saul Bellow, Polirom
- 2008 – Sertarele exilului. Dialog cu Leon Volovici, Polirom
- 2008 – Variante la un autoportret (povestiri), Polirom
- 2010 – Laptele negru (eseuri), Hasefer
- 2009 – Vizuina (roman), Polirom
  - 2010 – ediția a II-a, Polirom
- 2010 – Curierul de Est. Dialog cu Edward Kanterian, Polirom

Până în 2011 mai multe scrieri ale lui Norman Manea au apărut în 15 limbi: cehă, chineză, ebraică, engleză, franceză, germană, greacă, italiană, maghiară, neerlandeză, norvegiană, poloneză, portugheză, spaniolă și turcă.

## Premii, distincții și onoruri
- 1979 – Premiul Asociației Scriitorilor din București[41]
- 1984 – Premiul Uniunii Scriitorilor (retras)[42]
- 1992 – Premiul Fundației MacArthur (S.U.A.)[42]
- 1993 – Premiul Cărții Naționale Evreiești (S.U.A.)[42]
- 1997 – Premiul Bucovina[42]
- 2002 – Premiul Nonino (Italia)[42]
- 2005 – Premiul Holzbrinck al Academiei Americane de la Berlin[42]
- 2005 – Premiul Napoli pentru proză (Italia)[42]
- 2006 – Premiul Anfora (Italia)[42]
- 2006 – Premiul Lux Mundi (Italia)[42]
- 2006 – Premiul Radio România Cultural[42]
- 2006 – Premiul Médicis pentru Întoarcerea huliganului[42]
- 2006 – Premiul Cultural al TVR Internațional[42]
- 2006 – membru al Academiei de Arte din Berlin[42]
- 2006 – membru al juriului Nonino[42]
- 2007 – Ordinul Meritul Cultural în grad de comandor[42]
- 2008 – Doctor Honoris Causa al Universității din București[42]
- 2008 – Doctor Honoris Causa al Universității „Babeș-Bolyai” din Cluj-Napoca[42]
- 2008 – Premiul URSUS pentru literatură[42]
- 2009 – Premiul pentru literatură al Iudaismului Francez[42]
- 2009 – Premiul „Gheorghe Crăciun” al revistei Observator cultural pentru întreaga activitate[42]
- 2009 – Ordinul Artelor și Literelor în grad de comandor (Franța)[42]
- 2011 – Premiul Nelly Sachs (Germania)[43]
- 2012 – membru de onoare al Societății Regale de Literatură (Marea Britanie[44]
- 2012 – Doctor Honoris Causa al Universității „Alexandru Ioan Cuza” din Iași[45]
- 2012 – membru al Institutului de Științe Umane al Universității New York[46]
- 2012 – Premiul Național al Uniunii Scriitorilor pe 2011[47]
- 2012 – Premiul Palau i Fabre pentru eseu străin (Spania)[48]
- 2016 – Ordinul Steaua României în grad de Mare Ofițer[49]
- 2016 – Premiul pentru Literatură în Limbi Romanice la Târgul Internațional de Carte de la Guadalajara (Mexic)[50]
- 2016 – Medalia Carlos Fuentes (Mexic)[51]
- 2017 – Premiul Colegiului Bard[52] și titlurile de Profesor emerit și Scriitor rezident distins al colegiului[53]